# بانوسی
بانوسی، (به لاتین: Banovci) یک شهر در کرواسی است که در Nijemci واقع شده‌است.
 بانوسی  ۴۳۲ نفر جمعیت دارد.